# وینسنت ون دان برگ
وینسنت ون دان برگ (هلندی: Vincent van den Berg؛ زادهٔ ۱۹ ژانویهٔ ۱۹۸۹) بازیکن فوتبال اهل هلند است.

## باشگاهی
از باشگاه‌هایی که در آن بازی کرده‌است می‌توان به باشگاه فوتبال گو اهد ایگلز، باشگاه فوتبال آرسنال اشاره کرد.

## تیم ملی
وی همچنین در تیم ملی فوتبال زیر ۱۷ سال هلند بازی کرده‌است.